# Różewiec
Różewiec (niem. Rosenstein) – osada w Polsce położona w województwie warmińsko-mazurskim, w powiecie węgorzewskim, w gminie Węgorzewo, sołectwo Węgielsztyn.
W latach 1975–1998 miejscowość administracyjnie należała do województwa suwalskiego.